# Aéroport de Gorna Oryahovitsa
L'Aéroport de Gorna Oryahovitsa (en bulgare "Летище Горна Оряховица") (code IATA : GOZ • code OACI : LBGO) est l'un des 5 aéroports internationaux en Bulgarie. Il est situé sur le territoire de la commune de Gorna Oryahovitsa, à 15 km au nord-est de la ville de Veliko Tarnovo et dessert le centre-nord de la Bulgarie. Il dispose de 5 rampes d'accès mobiles adaptées aux avions de type Airbus A320, Boeing 737, Antonov An-12 et Illiouchin Il-12.

## Histoire
L'aéroport de Gorna Oryahovitsa fut inauguré, officiellement, en 1925. Il fut utilisé, principalement, par l'aviation militaire mais aussi comme une plate-forme de réserve et de transit pour les aéroports de Sofia et de Varna. Il fut transféré, en 1948, à l'aviation civile et servit d'étape pour la troisième ligne aérienne bulgare qui reliait Sofia à Gorna Oryahovitsa / Veliko Tarnovo. La même année commença la construction du Complexe aérien de Gorna Oryahovitsa, composé de 4 hangars, de bâtiments administratifs, techniques et pour le personnel.
Entre 1969 et 1973 furent construits une nouvelle piste (2 450 m de long et 45 m de large) et de voies de circulation en béton, pouvant supporter des appareils d'une masse allant jusqu'à 200 tonnes. De nouveaux bâtiments administratifs et un nouveau terminal de 2 160 m2 furent construits de 1975 à 1978. Ils permettent le stationnement simultané de 5 avions : 2 gros transporteurs, 2 moyens et 1 appareil léger. Dans les années suivantes sont établis des vols à destination de toute l'Europe, de l'URSS, de l'Afrique et du Proche-Orient. La piste fut recouverte, en 1982, par de l'asphaltobéton.
Au cours des années 1990 et 2000 sont survenus des changements importants dans le fonctionnement de la plate-forme aérienne et une diminution sensible de l'activité. Fin 1991, l'aéroport devint une société séparée, dont l'État bulgare était l'actionnaire. L'année suivante fut inaugurée une nouvelle tour de contrôle, avec un équipement moderne. PAr un décret de 1994, le gouvernement bulgare permit l'utilisation de la plate-forme pour des vols internationaux opérés par des transporteurs bulgares, pour les besoins de des institutions, des personnes physiques et morales bulgares. Par le décret n°88, en date du 22 février 1995, du Conseil des ministres, l'Aéroport de Gorna Oryahovitsa fut classé comme aéroport international et une unité de douane y fut établie.

## Situation
| \| 20 km1:1 354 000 \| Balchik Bezmer Bohot Bohot-LM Buhovtsi/Targovichte Bourgas Dobroslavtsi Dolna Banya Dolna Mitropoliya Erden Gabrovnitsa Gorna Oryahovitsa Graf Ignatievo Grivitsa Ihtiman Izgrev Kalvacha Kaynardzha Lesnovo Malevo Plovdiv Polikraichte Primorsko Ravnets Roussé Silistra Sliven Sofia Stara Zagora Varna Vidine |
| 20 km1:1 354 000 |

## Compagnies et destinations desservies

### Vols réguliers
Aucun vol régulier ne dessert l'aéroport depuis plusieurs années.

### Vols charters
Deux compagnies assurent des vols charters en 2012 :
- BH Air

### Vols cargos
Ils sont effectués par les compagnies :
- Aviostart
- Bright Aviation Services
- Scorpion Air
- Vega Airlines.